# Tango in the Night
Tango in the Night è il quattordicesimo album dei Fleetwood Mac, uscito nel 1987. È uno dei dischi di maggior successo del gruppo, con le hit Big Love, Seven Wonders, Everywhere e Little Lies. Precede l'abbandono, per i successivi dieci anni, dalla band del chitarrista e cantante Lindsey Buckingham, il quale non partecipò nemmeno al "Tango in the Night Tour"  venendo sostituito da Billy Burnette alla chitarra ritmica e da Rick Vito alla chitarra solista. Buckingham farà il suo ritorno nella band nel 1997 con l'album live The Dance.
È l'album di maggior successo in Italia del gruppo visto che arrivò, stando a Hit Parade Italia, all'11º posto della classifica settimanale.

## Tracce
1. Big Love – 3:37 (Lindsey Buckingham)
2. Seven Wonders – 3:38 (Sandy Stewart, Stevie Nicks)
3. Everywhere – 3:41 (Christine McVie)
4. Caroline – 3:50 (Buckingham)
5. Tango in the Night – 3:56 (Buckingham)
6. Mystified – 3:06 (Buckingham, C. McVie)
7. Little Lies – 3:38 (C. McVie, Eddy Quintela)
8. Family Man – 4:01 (Buckingham, Richard Dashut)
9. Welcome to the Room... Sara – 3:37 (Nicks)
10. Isn't It Midnight – 4:06 (C. McVie, Quintela, Buckingham)
11. When I See You Again – 3:47 (Nicks)
12. You and I, Part II – 2:40 (Buckingham, C. McVie)

Durata totale: 43:37

## Formazione
- Lindsey Buckingham - voce e chitarra
- Mick Fleetwood - batteria e percussioni
- John McVie - basso
- Stevie Nicks - voce
- Christine McVie - voce e tastiera

## Classifiche

### Classifiche settimanali
| Classifica (1987/88) | Posizione massima |
| -------------------- | ----------------- |
| Australia            | 5                 |
| Austria              | 23                |
| Canada               | 5                 |
| Francia              | 25                |
| Germania             | 2                 |
| Italia               | 11                |
| Norvegia             | 10                |
| Nuova Zelanda        | 9                 |
| Paesi Bassi          | 2                 |
| Regno Unito          | 1                 |
| Stati Uniti          | 7                 |
| Svezia               | 1                 |
| Svizzera             | 7                 |

### Classifiche di fine anno
| Classifica (1987) | Posizione |
| ----------------- | --------- |
| Australia         | 6         |
| Canada            | 10        |
| Germania          | 9         |
| Regno Unito       | 5         |
| Stati Uniti       | 40        |
| Classifica (1988) | Posizione |
| Paesi Bassi       | 1         |
| Regno Unito       | 7         |
| Stati Uniti       | 49        |

### Classifiche di fine decennio
| Classifica (1980-89) | Posizione |
| -------------------- | --------- |
| Regno Unito          | 7         |